# Аннаев, Рухи Гусейнович
Рухи Гусейнович Аннаев (11 (24) января 1911 — 7 июля 1977) — советский физик, крупный учёный в области магнетизма и физики металлов.
Академик Академии наук Туркменской ССР (1951), её вице-президент в 1956—1959 гг.

## Биография
Родился в Самарканде. После успешного окончания физического факультета МГУ (1936) продолжил работу на кафедре магнетизма. В феврале 1941 досрочно защитил кандидатскую диссертацию на тему «Исследование термомагнитного эффекта Томсона-Нернста на монокристалле никеля». В июне 1949, после защиты докторской диссертации на тему «Исследование магнитно-электрических явлений в зависимости от степени порядка расположения атомов в бинарных сплавах», получил приглашение ЦК КП(б) Туркменистана на работу в республику. На тот момент Р. Г. Аннаев стал первым в Туркмении доктором наук.
Результаты его исследований магнитно-электрических явлений в сверхструктурных сплавах имеют большое значение в промышленности.
Продуктивная научная деятельность реализовалась в 4 открытиях, 15 изобретениях, более чем 200х научных трудах, одним из которых является монография «Магнитно-электрические явления в ферромагнитных металлах и сплавах» (1952).
Разнообразна деятельность Р. Г. Аннаева как организатора в научном сообществе. В 1949 году он открывает Физико-технический институт, который является Туркменским филиалом АН СССР. С 1949—1951 он является директором этого института. С 1951—1953 является директором Института физики и геофизики АН Туркменской ССР. С момента основания в 1950 г. Туркменского университета Р. Г. Аннаев является профессором физико-математического, а затем физического факультета. Под его руководством созданы научно-исследовательские лаборатории по физике твердого тела, в 1963 г. открыта кафедра теоретической и экспериментальной физики (ТЭФ), руководителем которой он был посмертно. По инициативе академика Р. Г. Аннаева в январе 1970 года на основании постановления Государственного комитета Совета Министров СССР по науке и технике и постановления Совета Министров ТССР в республике была открыта первая проблемная научно-исследовательская лаборатория по физике твердого тела с самостоятельным финансированием, которую он и возглавил. Видный учёный и прекрасный педагог Р. Г. Аннаев уделял большое внимание подготовке высококвалифицированных научных кадров. Его школа насчитывает трёх докторов и более 30 кандидатов наук.
Р. Г. Аннаев был видным общественным деятелем: с 1956—1959 г. член партбюро Президиума АН Туркменской ССР; с 1960 по 1963 г. — член партбюро Туркменского сельскохозяйственного института; с 1963—1967 г. — член партбюро физико-математического, а затем физического факультета Туркменского государственного университета; с 1956—1959 руководит группой общества по распространению политических и научных знаний при Академии наук Туркменской ССР; в 1957 г — избран делегатом XIV съезда КП Туркменистана.
Р. Г. Аннаев вел совместную научно-исследовательскую работу в содружестве с Институтом металлургии им. А. А. Байкова, Физическим институтом им. П. Н. Лебедева АН СССР, институтом Физики Сибирского отделения АН СССР по комплексной проблеме «Физика магнитных явлений», являлся членом секции тонких плёнок Совета по комплексной проблеме физики твердого тела. Рухи Гусейнович являлся почётным членом Французской, Нью-Йоркской, Азербайджанской и Узбекской Академий наук. Владел девятью языками.

## Научные труды
- Аномалия четного термомагнитного эффекта сплавов системы Ni—Mn, «Журнал технической физики», 1950, вып. 11
- Магнето-электрические явления в ферромагнитных металлах, Ашхабад, 1951, [1952]
- Об упорядочении атомов в некоторых сплавах (сверхструктура), «Ученые записки Туркменского ун-та», 1956, вып. 6
- Исследование магнето-электрических свойств монокристалла германия и ферритов, «Известия АН Туркменской ССР», 1957, № 2
- Магнетизм. — Ашхабад, Ылым, 1977